# Ferdinandea (ruồi giả ong)
Ferdinandea là một chi ruồi trong họ Syrphidae.

## Các loài
Chi này gồm có các loài sau:
- F. aeneicolor Shannon, 1924
- F. aurea Róndani, 1844
- F. buccata (Loew, 1863)
- F. croesus (Osten Sacken, 1877)
- F. cuprea (Scopoli, 1763)
- F. ruficornis (Fabricius, 1775)
- F. sziladyi Drensky, 1934

Danh sách này không đầy đủ, bạn cũng có thể giúp mở rộng danh sách.